# Padise (gemeente)
Padise (Estisch: Padise vald) is een voormalige gemeente in de Estlandse provincie Harjumaa. De gemeente telde 1.715 inwoners (1 januari 2017) en had een oppervlakte van 367,6 km². In 2011 had ze 1528 inwoners. De hoofdplaats was Padise.
In oktober 2017 ging de gemeente op in de fusiegemeente Lääne-Harju. Samen met de gemeente Vasalemma vocht Padise de beslissing om de gemeente op te heffen aan bij het Estische Hooggerechtshof (Riigikohus), maar beide gemeenten kregen geen gelijk.

## Geschiedenis
Padise is al bewoond vanaf de midden ijzertijd. In de 7e eeuw was er een bolwerk, met de naam Vanalinnamägi, gelegen in de bocht van de rivier Kloostri op een heuveltop.
De naam Padise wordt voor het eerst vermeld in een brief van de Deense koning, die in 1283 de aanwinst van land voor het Klooster Padise bevestigde. In 1305 gaf Erik VI van Denemarken toestemming aan de monniken van Dünamünde om een versterkt klooster te bouwen. De monniken begonnen met de bouw van het klooster in 1307. In 1343 waren de eerste verdieping en een deel van de belangrijkste vloermuren afgemaakt, maar tijdens een opstand werd het klooster platgebrand en 28 monniken werden gedood. Met het herbouwen van het klooster werd in 1370 begonnen en het hoofdgebouw werd pas in 1448 ingewijd. Het klooster werd verwoest tijdens de Lijflandse Oorlog in 1559 en later is het nog als militaire versterking gebruikt.

### Dorpen
In de gemeente Padise lagen 24 dorpen: Alliklepa, Altküla, Änglema, Audevälja, Harju-Risti, Hatu, Karilepa, Kasepere, Keibu, Kobru, Kõmmaste, Kurkse, Laane, Langa, Madise, Määra, Metslõugu, Padise, Pae, Pedase, Suurküla, Vihterpalu, Vilivalla en Vintse.

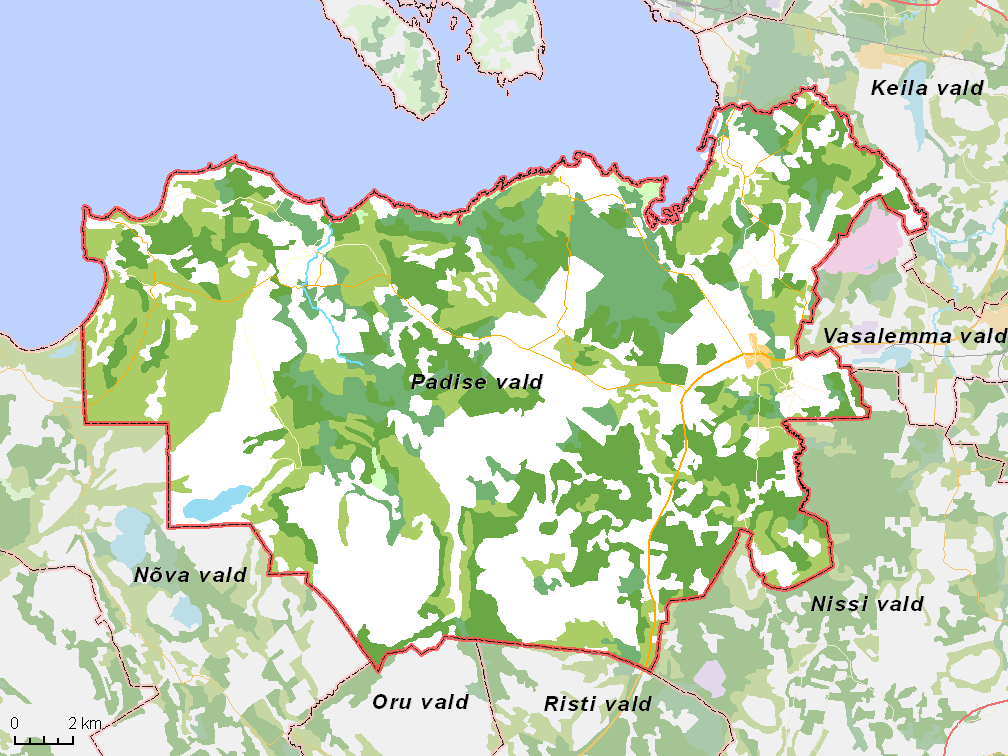
De gemeente met omliggende gemeenten, situatie begin 2017